# Sergei Jurjewitsch Gomoljako
Sergei Jurjewitsch Gomoljako (russisch Сергей Юрьевич Гомоляко; * 19. Januar 1970 in Tscheljabinsk, Russische SFSR) ist ein ehemaliger russischer Eishockeyspieler, der in seiner aktiven Zeit von 1986 bis 2006 unter anderem die European Hockey League mit dem HK Metallurg Magnitogorsk gewann.

## Karriere
Sergei Gomoljako begann seine Karriere als Eishockeyspieler in seiner Heimatstadt, in der er von 1988 bis 1990 für den HK Metschel Tscheljabinsk in der zweitklassigen Wysschaja Liga aktiv war. Anschließend wechselte er im Lauf der Saison 1988/89 zu deren Stadtrivalen HK Traktor Tscheljabinsk, für den er in den folgenden sechseinhalb Jahren in der Superliga auf dem Eis stand und in der Saison 1992/93 GUS-Vizemeister wurde. Zudem wurde der Angreifer im NHL Entry Draft 1989 in der neunten Runde als insgesamt 189. Spieler von den Calgary Flames ausgewählt, für die er allerdings nie spielte. Stattdessen wechselte der Linksschütze 1995 zum HK Metallurg Magnitogorsk, mit dem er anschließend in der Saison 1998/99 Russischer Meister wurde und die European Hockey League gewann. Den Erfolg in der EHL wiederholte er ein Jahr später. Zudem gewann er mit seiner Mannschaft 1998 den russischen Pokal und wurde in der gleichen Saison Vizemeister mit Metallurg.
In der Saison 2000/01 stand Gomoljako für den HK Lada Toljatti auf dem Eis. Die folgende Spielzeit begann er beim Erstligisten Sewerstal Tscherepowez, ehe er im Laufe der Spielzeit bei Chimik Woskressensk aus der Wysschaja Liga unterschrieb. Nach einem Jahr in der zweiten russischen Liga lief der Flügelspieler in der Saison 2002/03 für seine beiden Ex-Clubs HK Metschel Tscheljabinsk und HK Metallurg Magnitogorsk in der Superliga auf. Daraufhin verbrachte er eine Spielzeit bei Salawat Julajew Ufa, ehe er seine Laufbahn beim mittlerweile in die zweite Liga abgestiegenen HK Metschel Tscheljabinsk beendete, für den er von 2003 bis 2006 in der Wysschaja Liga spielte.

### International
Für die Sowjetunion nahm Gomoljako an der U20-Junioren-Weltmeisterschaft 1989 teil, bei der er mit seiner Mannschaft die Goldmedaille gewann.

## Erfolge und Auszeichnungen
| - 1988 Bronzemedaille bei der U18-Junioren-Europameisterschaft - 1989 Goldmedaille bei der U20-Junioren-Weltmeisterschaft - 1993 GUS-Vizemeister mit dem HK Traktor Tscheljabinsk - 1998 Russischer Vizemeister mit dem HK Metallurg Magnitogorsk - 1998 Topscorer der Superliga-Playoffs - 1998 Russischer Pokalsieger mit dem HK Metallurg Magnitogorsk | - 1999 European-Hockey-League-Gewinn mit dem HK Metallurg Magnitogorsk - 1999 Russischer Meister mit dem HK Metallurg Magnitogorsk - 2000 European-Hockey-League-Gewinn mit dem HK Metallurg Magnitogorsk - 2005 Bester Torschütze Wysschaja Liga Ost-Diwision |